# Тебібіт
Тебібіт — кратне число біт, одиниця вимірювання двійкової інформації при передачі цифрових даних або збереженні, що має множник із стандартним префіксом тебі (символ Ті), двійковий префікс, що означає помноження на 240. Одиниця вимірювання тебібіт позначається як Тібіт.
1 тебібіт = 240 біт = 1099511627776біт = 1024 гібібіт
Тебібіт тісно пов'язаний із поняттям терабіт, відповідною одиницею з метричним префіксом тера, що дорівнює 1012 біт.